# امیل دران
امیل دران (فرانسوی: Émile Drain‎؛ ۱ فوریهٔ ۱۸۹۰ – ۲۲ نوامبر ۱۹۶۶) یک هنرپیشه اهل فرانسه بود.
از فیلم‌ها یا برنامه‌های تلویزیونی که وی در آن نقش داشته است می‌توان به عدالت اجرا شد اشاره کرد.